# 三針村
三針村（みはりむら）は、かつて新潟県西蒲原郡にあった村。1901年11月1日の合併によって消滅し、現在は新潟市西蒲区の一部となっている。
以下の記述は合併直前当時の旧三針村に関しての記述であり、現在では名称等が異なる場合がある。なお、ここに記述されていない内容に関しては新潟市などの記事を参照。

## 沿革
- 1889年（明治22年）4月1日 - 町村制施行に伴い西蒲原郡三ツ門新村、針ケ曽根村が合併し、三針村が発足。
- 1901年（明治34年）11月1日 - 村域を二分割し、次のように近隣自治体と合併して消滅。
  - 大字針ケ曽根 → 西蒲原郡小吉村と合併し小吉村を新設
  - 大字三ツ門 → 西蒲原郡道上村、打越村と合併し道上村を新設

## 地域
三針村は、合併した村名を継承する以下の大字で構成される。
三ツ門（みつかど）

1889年（明治22年）まであった三ツ門新村の区域。現在の新潟市西蒲区三ツ門。
針ヶ曽根（はりがそね）

1889年（明治22年）まであった針ケ曽根村の区域。現在の新潟市西蒲区針ヶ曽根。